# پایش ژنتیک
پایش ژنتیک (به انگلیسی: Genetic monitoring)، استفاده از نشانگرهای مولکولی برای (i) شناسایی افراد، گونه‌ها یا جمعیت‌ها، یا (ii) برای تعیین کمیت تغییرها در معیارهای ژنتیک جمعیت (مانند اندازه مؤثر جمعیت، تنوع ژنتیکی و اندازه جمعیت) در طول زمان است؛ بنابراین، پایش ژنتیک می‌تواند برای تشخیص تغییرها در فراوانی و/یا تنوع گونه‌ها مورد استفاده قرار گیرد و به ابزار مهمی در حفاظت و مدیریت دام تبدیل شده‌است. انواع نشانگرهای مولکولی مورد استفاده برای پایش بر جمعیت‌ها معمولاً میتوکندری، ریزماهواره‌ها یا چندریختی‌های تک‌نوکلئوتیدی (SNPs) هستند، در حالی که مطالعات پیشین نیز از داده‌های آلوآنزیم استفاده می‌کردند. تنوع ژنی گونه‌ها نیز به عنوان یک معیار مهم تنوع زیستی برای اجرای کنوانسیون تنوع زیستی شناخته شده‌است.

## نگارخانه

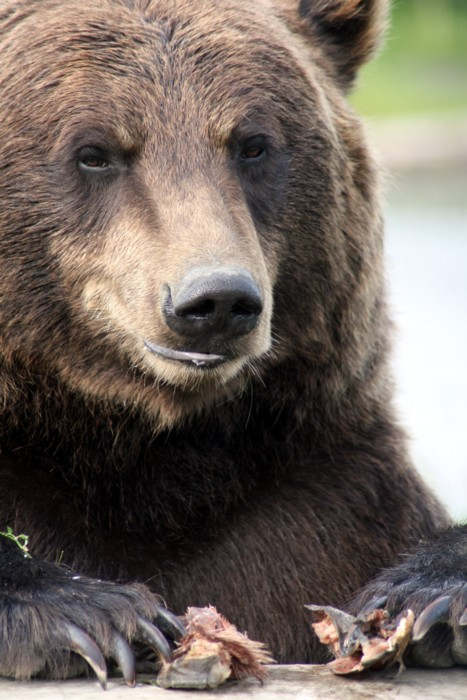
خرس گریزلی
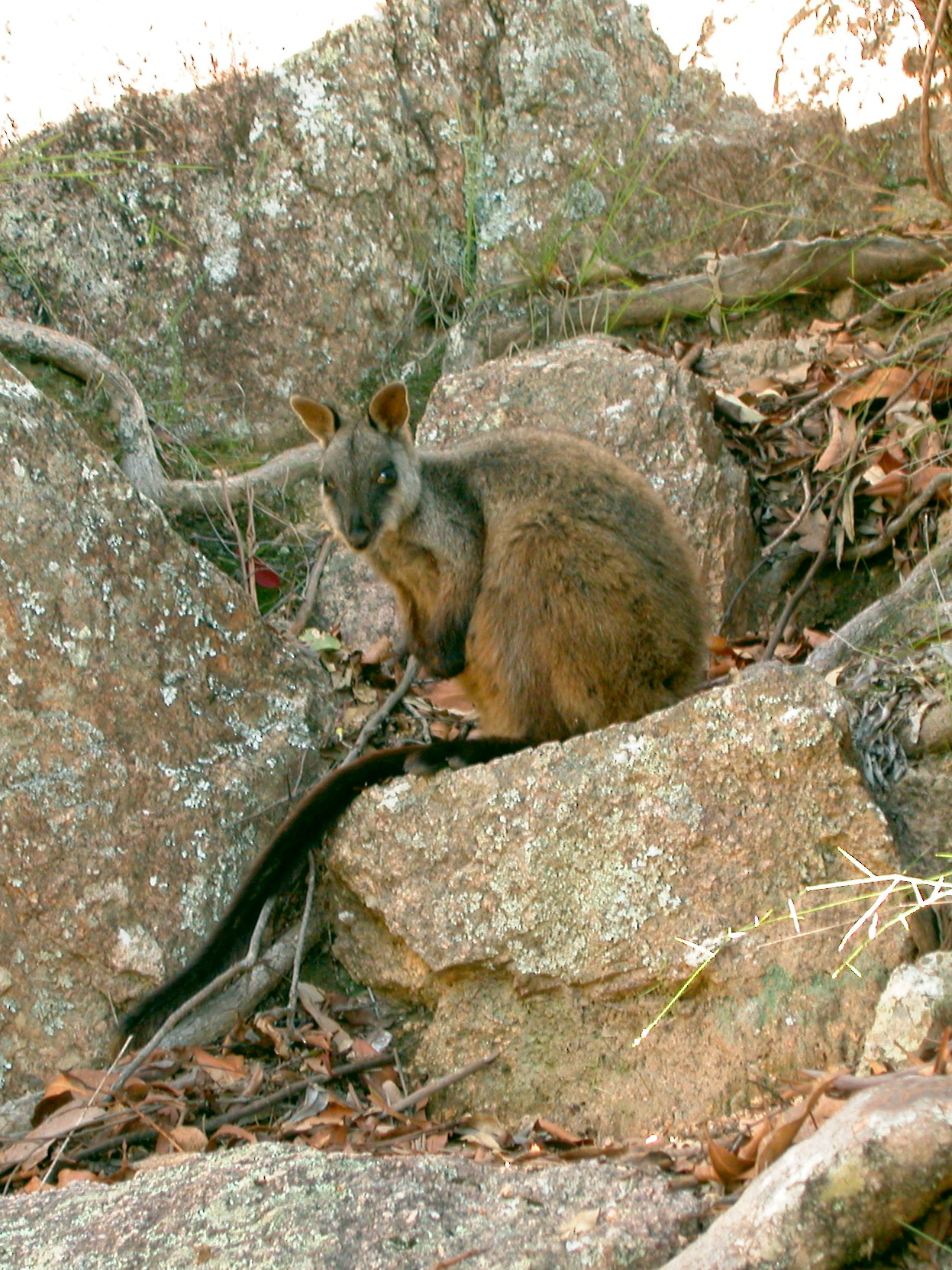
والابی سنگی دم‌برسی
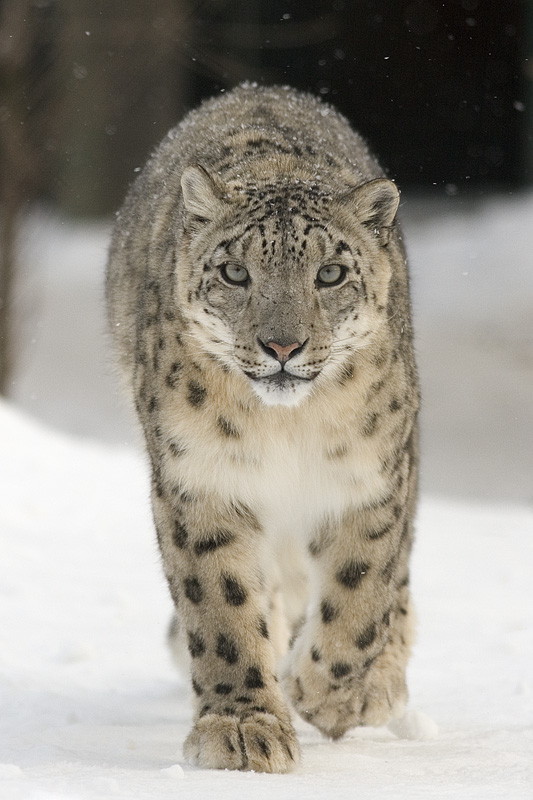
پلنگ برفی
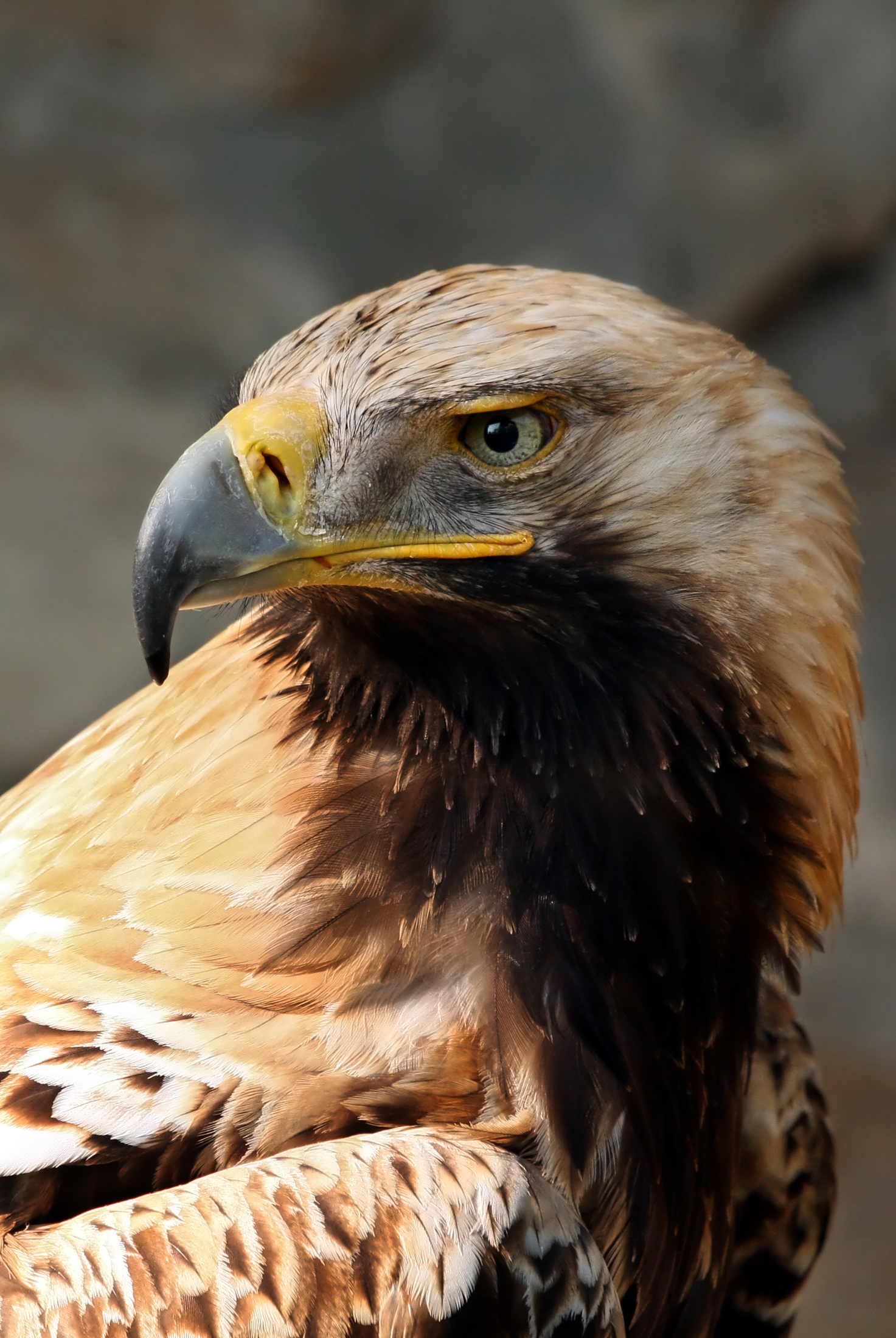
عقاب شاهی

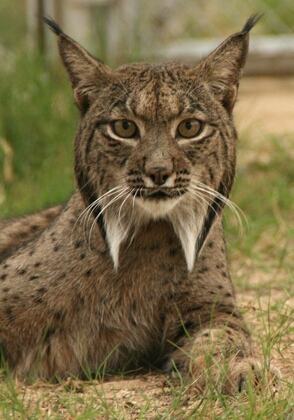
سیاهگوش ایبری
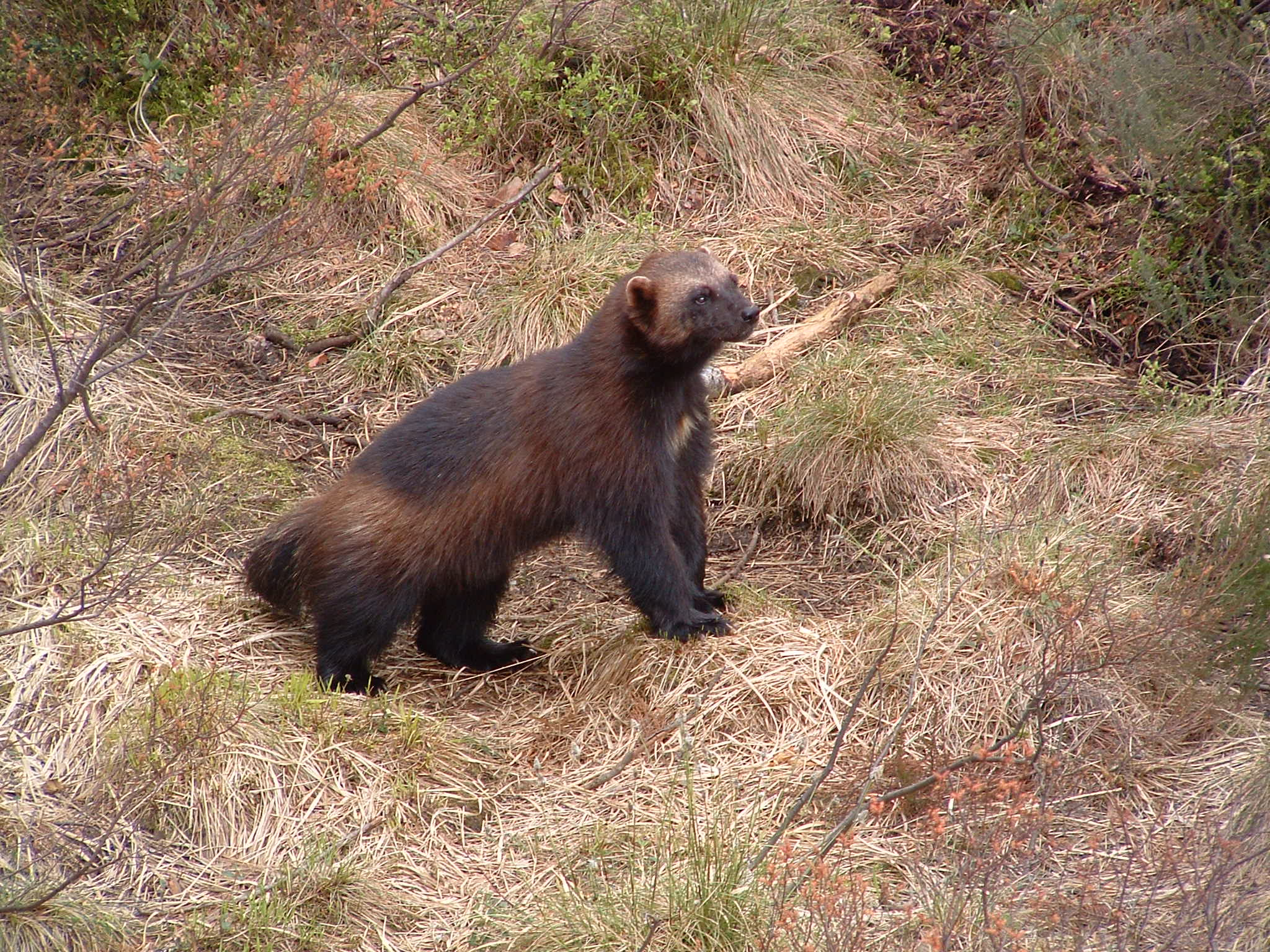
ولورین
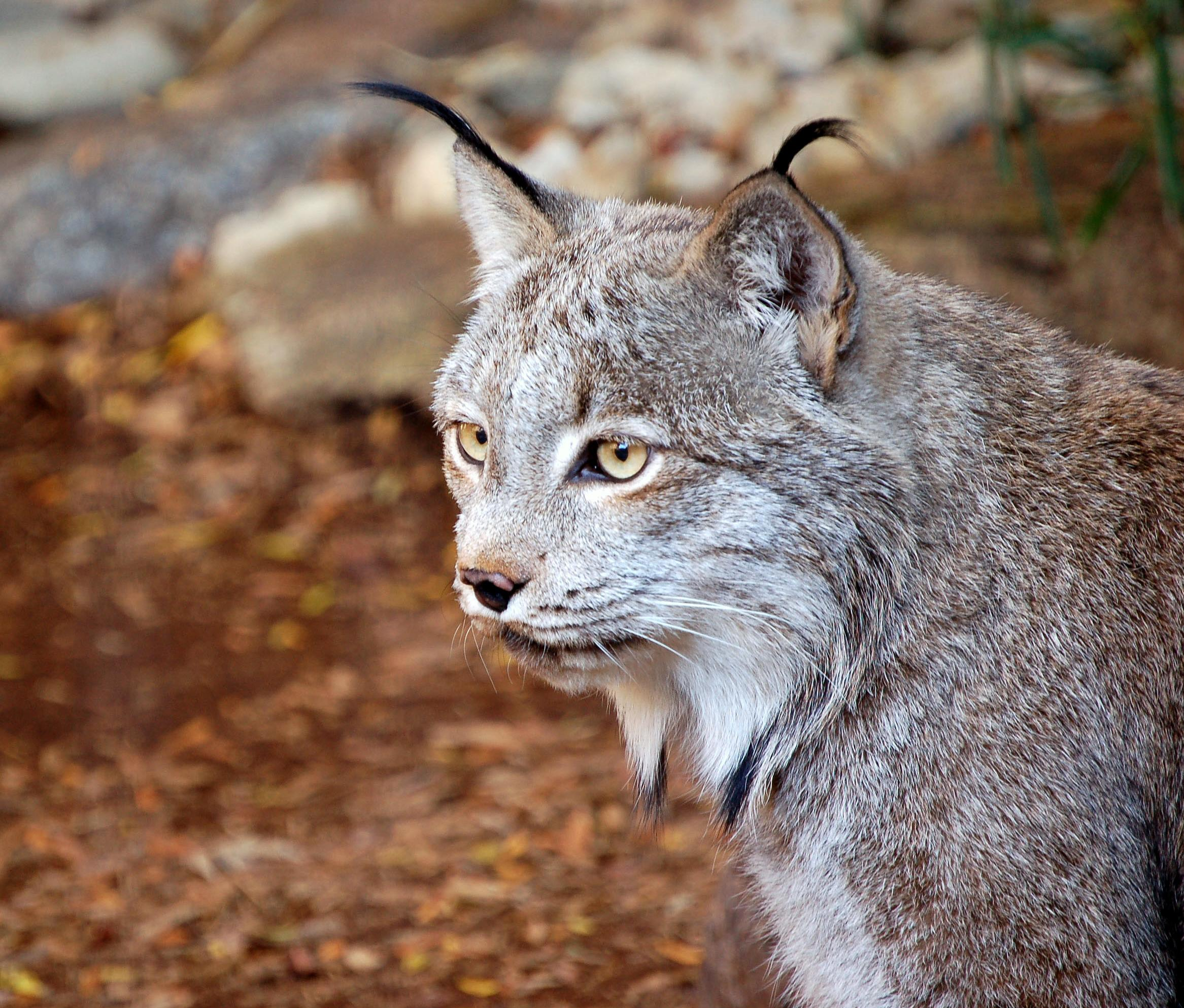
سیاهگوش کانادایی
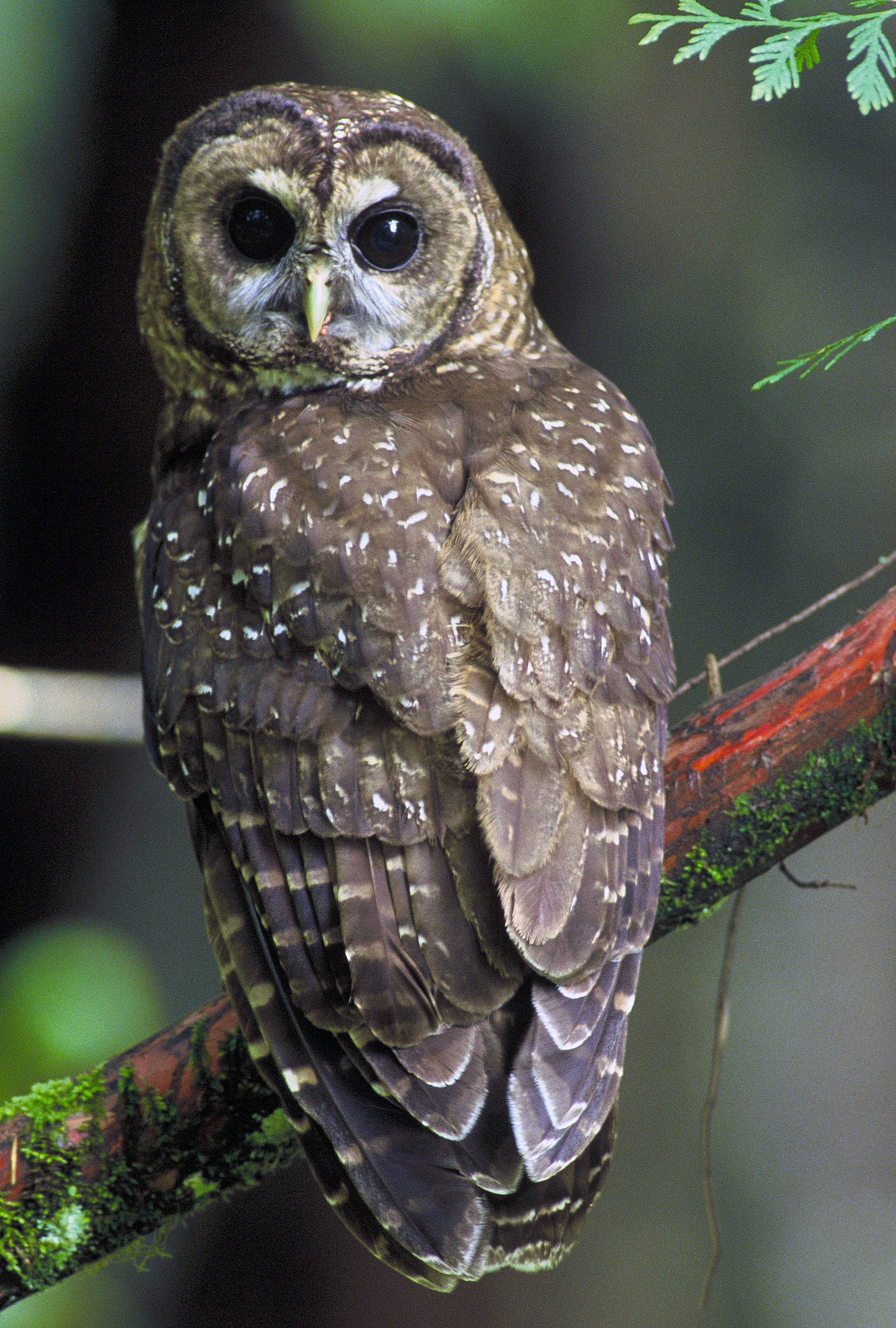
جغد خالدار